# Automolis congonis
Automolis congonis là một loài bướm đêm thuộc phân họ Arctiinae, họ Erebidae.